# Emre Belözoğlu
Emre Belözoğlu (phát âm tiếng Thổ Nhĩ Kỳ: [emˈɾe beˈlœzoːɫu], sinh ngày 7 tháng 9 năm 1980 tại Istanbul) là cựu tiền vệ bóng đá người Thổ Nhĩ Kỳ.
Anh đã cùng Galatasaray đi vào lịch sử khi giành cúp UEFA năm 2000 và cũng giành luôn cup liên lục địa trong năm đó. Anh cũng là thành viên của đội tuyển Thổ Nhĩ Kỳ tham dự giành được giải ba World Cup 2002.
Năm 2004, anh được bình chọn vào danh sách FIFA 100. Ngày 2 tháng 7 năm 2020, Emre Belözoğlu chính thức giã từ sự nghiệp thi đấu quốc tế 30 năm thi đấu chuyên nghiệp.

## Thống kê

### Câu lạc bộ
Tính đến 3 tháng 11 năm 2019.
| Câu lạc bộ          | Mùa giải            | Giải đấu | Giải đấu | Cúp  | Cúp | Châu Âu | Châu Âu | Tỏng cộng | Tỏng cộng |
| Câu lạc bộ          | Mùa giải            | Trận     | Bàn      | Trận | Bàn | Trận    | Bàn     | Trận      | Bàn       |
| ------------------- | ------------------- | -------- | -------- | ---- | --- | ------- | ------- | --------- | --------- |
| Galatasaray         | 1996-97             | 1        | 0        | 0    | 0   | 0       | 0       | 1         | 0         |
| Galatasaray         | 1997-98             | 23       | 2        | 9    | 0   | 2       | 0       | 34        | 2         |
| Galatasaray         | 1998-99             | 27       | 2        | 6    | 2   | 2       | 0       | 35        | 4         |
| Galatasaray         | 1999-00             | 24       | 5        | 4    | 0   | 13      | 1       | 41        | 6         |
| Galatasaray         | 2000-01             | 27       | 5        | 3    | 5   | 10      | 0       | 40        | 10        |
| Galatasaray         | Tổng cộng           | 102      | 14       | 22   | 7   | 27      | 1       | 151       | 22        |
| Internazionale      |                     |          |          |      |     |         |         |           |           |
| 2001-02             | 14                  | 0        | 0        | 0    | 6   | 0       | 20      | 0         |           |
| 2002-03             | 25                  | 3        | 0        | 0    | 12  | 1       | 37      | 4         |           |
| 2003-04             | 21                  | 0        | 3        | 0    | 6   | 0       | 30      | 0         |           |
| 2004-05             | 19                  | 0        | 2        | 1    | 6   | 0       | 27      | 1         |           |
| Tổng cộng           | 79                  | 3        | 5        | 1    | 30  | 1       | 114     | 5         |           |
| Newcastle United    |                     |          |          |      |     |         |         |           |           |
| 2005-06             | 20                  | 2        | 4        | 0    | 1   | 0       | 25      | 2         |           |
| 2006-07             | 24                  | 2        | 2        | 0    | 12  | 1       | 38      | 3         |           |
| 2007-08             | 14                  | 1        | 5        | 0    | —   | —       | 19      | 1         |           |
| Tỏng cộng           | 58                  | 5        | 11       | 0    | 13  | 1       | 82      | 6         |           |
| Fenerbahçe          |                     |          |          |      |     |         |         |           |           |
| 2008-09             | 25                  | 1        | 6        | 0    | 9   | 1       | 40      | 2         |           |
| 2009-10             | 25                  | 1        | 7        | 0    | 8   | 1       | 40      | 2         |           |
| 2010-11             | 27                  | 4        | 1        | 0    | 4   | 2       | 32      | 6         |           |
| 2011-12             | 26                  | 6        | 2        | 0    | —   | —       | 28      | 6         |           |
| Tổng cộng           | 103                 | 12       | 16       | 0    | 21  | 4       | 140     | 16        |           |
| Atlético Madrid     |                     |          |          |      |     |         |         |           |           |
| 2012-13             | 7                   | 0        | 3        | 0    | 7   | 1       | 17      | 1         |           |
| Tỏng cộng           | 7                   | 0        | 3        | 0    | 7   | 1       | 17      | 1         |           |
| Fenerbahçe          |                     |          |          |      |     |         |         |           |           |
| 2012-13             | 10                  | 2        | 2        | 0    | —   | —       | 12      | 2         |           |
| 2013-14             | 20                  | 6        | 1        | 0    | 2   | 0       | 23      | 6         |           |
| 2014-15             | 26                  | 6        | 1        | 0    | —   | —       | 27      | 6         |           |
| Tổng cộng           | 56                  | 14       | 4        | 0    | 2   | 0       | 62      | 14        |           |
| İstanbul Başakşehir |                     |          |          |      |     |         |         |           |           |
| 2015-16             | 26                  | 3        | 2        | 0    | 2   | 0       | 30      | 3         |           |
| 2016-17             | 27                  | 4        | 5        | 1    | 4   | 1       | 36      | 6         |           |
| 2017-18             | 9                   | 3        | 0        | 0    | 7   | 2       | 16      | 5         |           |
| 2018-19             | 24                  | 1        | 1        | 0    | 2   | 0       | 27      | 1         |           |
| Tổng cộng           | 104                 | 11       | 9        | 1    | 15  | 3       | 128     | 15        |           |
| Fenerbahçe          |                     |          |          |      |     |         |         |           |           |
| 2019–20             | 9                   | 1        | 0        | 0    | —   | —       | 9       | 1         |           |
| Tổng cộng           | 9                   | 1        | 0        | 0    | 0   | 0       | 9       | 1         |           |
| Tổng cộng sự nghiệp | Tổng cộng sự nghiệp | 514      | 58       | 66   | 8   | 115     | 11      | 699       | 79        |

### Đội tuyển quốc gia
Tính đến ngày 11 tháng 10 năm 2019
| Thổ Nhĩ Kỳ | Thổ Nhĩ Kỳ | Thổ Nhĩ Kỳ |
| Năm        | Trận       | Bàn        |
| ---------- | ---------- | ---------- |
| 2000       | 4          | 1          |
| 2001       | 5          | 0          |
| 2002       | 13         | 2          |
| 2003       | 7          | 0          |
| 2004       | 7          | 0          |
| 2005       | 7          | 0          |
| 2006       | 1          | 0          |
| 2007       | 8          | 1          |
| 2008       | 7          | 1          |
| 2009       | 6          | 1          |
| 2010       | 9          | 1          |
| 2011       | 6          | 1          |
| 2012       | 9          | 1          |
| 2013       | 2          | 0          |
| 2014       | 2          | 0          |
| 2017       | 2          | 0          |
| 2019       | 6          | 0          |
| Tổng cộng  | 101        | 9          |

### Bàn thắng quốc tế
| Emre – bàn thắng cho đội tuyển Thổ Nhĩ Kỳ | Emre – bàn thắng cho đội tuyển Thổ Nhĩ Kỳ | Emre – bàn thắng cho đội tuyển Thổ Nhĩ Kỳ | Emre – bàn thắng cho đội tuyển Thổ Nhĩ Kỳ | Emre – bàn thắng cho đội tuyển Thổ Nhĩ Kỳ | Emre – bàn thắng cho đội tuyển Thổ Nhĩ Kỳ | Emre – bàn thắng cho đội tuyển Thổ Nhĩ Kỳ |
| #                                         | Ngày                                      | Địa điểm                                  | Đối thủ                                   | Bàn thắng                                 | Kết quả                                   | Giải đấu                                  |
| ----------------------------------------- | ----------------------------------------- | ----------------------------------------- | ----------------------------------------- | ----------------------------------------- | ----------------------------------------- | ----------------------------------------- |
| 1.                                        | 2 tháng 9 năm 2000                        | Istanbul, Thổ Nhĩ Kỳ                      | Moldova                                   | 2–0                                       | Thắng                                     | Vòng loại World Cup 2002                  |
| 2.                                        | 9 tháng 6 năm 2002                        | Incheon, Hàn Quốc                         | Costa Rica                                | 1–1                                       | Hòa                                       | World Cup 2002                            |
| 3.                                        | 20 tháng 11 năm 2002                      | Pescara, Ý                                | Ý                                         | 1–1                                       | Hòa                                       | Giao hữu                                  |
| 4.                                        | 17 tháng 11 năm 2007                      | Oslo, Na Uy                               | Na Uy                                     | 1–2                                       | Thắng                                     | Vòng loại Euro 2008                       |
| 5.                                        | 10 tháng 9 năm 2008                       | Istanbul, Thổ Nhĩ Kỳ                      | Bỉ                                        | 1–1                                       | Hòa                                       | Vòng loại World Cup 2010                  |
| 6.                                        | 9 tháng 9 năm 2009                        | Zenica, Bosna và Hercegovina              | Bosna và Hercegovina                      | 1–1                                       | Hòa                                       | Vòng loại World Cup 2010                  |
| 7.                                        | 11 tháng 8 năm 2010                       | İstanbul, Thổ Nhĩ Kỳ                      | România                                   | 2–0                                       | Thắng                                     | Giao hữu                                  |
| 8.                                        | 10 tháng 8 năm 2011                       | İstanbul, Thổ Nhĩ Kỳ                      | Estonia                                   | 1–0                                       | Thắng                                     | Giao hữu                                  |
| 9.                                        | 11 tháng 9 năm 2012                       | İstanbul, Thổ Nhĩ Kỳ                      | Estonia                                   | 1–0                                       | Thắng                                     | Vòng loại World Cup 2014                  |

## Danh hiệu
Galatasaray
- 1. Lig: 1997–98, 1998–99, 1999–2000
- Turkish Cup: 1998–99, 1999–2000
- Turkish Super Cup: 1997
- UEFA Cup: 1999–2000
- UEFA Super Cup: 2000

Inter Milan
- Coppa Italia: 2004–05

Newcastle United
- UEFA Intertoto Cup: 2006

Fenerbahçe
- Süper Lig: 2010–11, 2013–14
- Turkish Cup: 2011–12, 2012–13
- Turkish Super Cup: 2009, 2014

Atlético Madrid
- UEFA Super Cup: 2012

Đội tuyển Thổ Nhĩ Kỳ
- World Cup 2002:Hạng ba